# E-Prix di Londra 2015
L'E-Prix di Londra 2015 è stata l'ultima prova del campionato di Formula E 2014-2015. L'evento era caratterizzato dal fatto che racchiudeva due gare.

## Gara 1

### Qualifiche
| Pos. | Nº | Pilota              | Team               | Tempo    | Distacco | Griglia |
| ---- | -- | ------------------- | ------------------ | -------- | -------- | ------- |
| 1    | 9  | Sébastien Buemi     | e.dams Renault     | 1:24.648 | —        | 1       |
| 2    | 7  | Jérôme d'Ambrosio   | Dragon Racing      | 1:25.104 | +0.456   | 2       |
| 3    | 11 | Lucas Di Grassi     | Audi Sport ABT     | 1:25.105 | +0.457   | 3       |
| 4    | 99 | Nelson Piquet Jr.   | NEXTEV TCR         | 1:25.144 | +0.496   | 4       |
| 5    | 27 | Jean-Éric Vergne    | Andretti Autosport | 1:25.182 | +0.534   | 5       |
| 6    | 8  | Nicolas Prost       | e.dams Renault     | 1:25.258 | +0.610   | 6       |
| 7    | 88 | Oliver Turvey       | NEXTEV TCR         | 1:25.829 | +1.181   | 7       |
| 8    | 21 | Bruno Senna         | Mahindra Racing    | 1:25.879 | +1.231   | 8       |
| 9    | 2  | Sam Bird            | Virgin Racing      | 1:25.894 | +1.246   | 9       |
| 10   | 77 | Salvador Durán      | Amlin Aguri        | 1:25.964 | +1.316   | 10      |
| 11   | 6  | Loïc Duval          | Dragon Racing      | 1:25.998 | +1.340   | 11      |
| 12   | 23 | Nick Heidfeld       | Venturi            | 1:26.128 | +1.480   | 12      |
| 13   | 66 | Daniel Abt          | Audi Sport ABT     | 1:26.302 | +1.654   | 13      |
| 14   | 30 | Stéphane Sarrazin   | Venturi            | 1:26.318 | +1.670   | 14      |
| 15   | 10 | Jarno Trulli        | Trulli             | 1:26.852 | +2.204   | 20      |
| 16   | 5  | Karun Chandhok      | Mahindra Racing    | 1:27.160 | +2.512   | 15      |
| 17   | 28 | Simona de Silvestro | Andretti Autosport | 1:27.208 | +2.560   | 16      |
| 18   | 55 | Sakon Yamamoto      | Amlin Aguri        | 1:27.456 | +2.808   | 17      |
| 19   | 18 | Alex Fontana        | Trulli             | 1:28.083 | +3.435   | 18      |
| 20   | 3  | Fabio Leimer        | Virgin Racing      | 1:28.152 | +3.504   | 19      |

### Gara
| Pos. | Nº | Pilota              | Team               | Giri | Tempo/Ritiro | Griglia | Punti |
| ---- | -- | ------------------- | ------------------ | ---- | ------------ | ------- | ----- |
| 1    | 9  | Sébastien Buemi     | e.dams Renault     | 29   | 47:54.784    | 1       | 28    |
| 2    | 7  | Jérôme d'Ambrosio   | Dragon Racing      | 29   | +0.939       | 2       | 18    |
| 3    | 27 | Jean-Éric Vergne    | Andretti Autosport | 29   | +1.667       | 5       | 15    |
| 4    | 11 | Lucas Di Grassi     | Audi Sport ABT     | 29   | +2.409       | 3       | 14    |
| 5    | 99 | Nelson Piquet Jr.   | NEXTEV TCR         | 29   | +7.370       | 4       | 10    |
| 6    | 2  | Sam Bird            | Virgin Racing      | 29   | +7.762       | 9       | 8     |
| 7    | 8  | Nicolas Prost       | e.dams Renault     | 29   | +8.553       | 6       | 6     |
| 8    | 6  | Loïc Duval          | Dragon Racing      | 29   | +9.507       | 11      | 4     |
| 9    | 88 | Oliver Turvey       | NEXTEV TCR         | 29   | +10.032      | 7       | 2     |
| 10   | 30 | Stéphane Sarrazin   | Venturi            | 29   | +12.077      | 14      | 1     |
| 11   | 28 | Simona de Silvestro | Andretti Autosport | 29   | +15.946      | 17      |       |
| 12   | 5  | Karun Chandhok      | Mahindra Racing    | 29   | +35.595      | 16      |       |
| 13   | 23 | Nick Heidfeld       | Venturi            | 29   | +41.034      | 12      |       |
| 14   | 3  | Fabio Leimer        | Virgin Racing      | 29   | +42.697      | 20      |       |
| 15   | 10 | Jarno Trulli        | Trulli             | 29   | +43.273      | 15      |       |
| 16   | 21 | Bruno Senna         | Mahindra Racing    | 29   | +48.423      | 8       |       |
| 17   | 77 | Salvador Durán      | Amlin Aguri        | 29   | +1:01.987    | 10      |       |
| Rit  | 18 | Alex Fontana        | Trulli             | 25   | Ritiro       | 19      |       |
| Rit  | 66 | Daniel Abt          | Audi Sport ABT     | 15   | Incidente    | 13      |       |
| Rit  | 55 | Sakon Yamamoto      | Amlin Aguri        | 15   | Ritiro       | 18      |       |

## Gara 2

### Qualifiche
| Pos.                        | Nº | Pilota              | Team               | Tempo       | Distacco | Griglia |
| --------------------------- | -- | ------------------- | ------------------ | ----------- | -------- | ------- |
| 1                           | 30 | Stéphane Sarrazin   | Venturi            | 1:23.901    | —        | 1       |
| 2                           | 7  | Jérôme d'Ambrosio   | Dragon Racing      | 1:23.965    | +0.064   | 2       |
| 3                           | 6  | Loïc Duval          | Dragon Racing      | 1:24.107    | +0.206   | 3       |
| 4                           | 2  | Sam Bird            | Virgin Racing      | 1:24.241    | +0.340   | 4       |
| 5                           | 21 | Bruno Senna         | Mahindra Racing    | 1:24.318    | +0.417   | 5       |
| 6                           | 9  | Sébastien Buemi     | e.dams Renault     | 1:24.385    | +0.484   | 6       |
| 7                           | 23 | Nick Heidfeld       | Venturi            | 1:25.494    | +1.593   | 7       |
| 8                           | 77 | Salvador Durán      | Amlin Aguri        | 1:25.649    | +1.748   | 8       |
| 9                           | 18 | Alex Fontana        | Trulli             | 1:25.689    | +1.788   | 9       |
| 10                          | 10 | Jarno Trulli        | Trulli             | 1:27.093    | +3.192   | 10      |
| Tempo limite 107%: 1:29.774 |    |                     |                    |             |          |         |
| 11                          | 11 | Lucas Di Grassi     | Audi Sport ABT     | 1:32.570    | +8.669   | 11      |
| 12                          | 88 | Oliver Turvey       | NEXTEV TCR         | 1:33.626    | +9.725   | 12      |
| 13                          | 28 | Simona de Silvestro | Andretti Autosport | 1:34.167    | +10.266  | 13      |
| 14                          | 27 | Jean-Éric Vergne    | Andretti Autosport | 1:35.032    | +11.131  | 14      |
| 15                          | 8  | Nicolas Prost       | e.dams Renault     | 1:35.111    | +11.210  | 15      |
| 16                          | 99 | Nelson Piquet Jr.   | NEXTEV TCR         | 1:35.284    | +11.383  | 16      |
| 17                          | 3  | Fabio Leimer        | Virgin Racing      | 1:35.543    | +11.642  | 17      |
| 18                          | 66 | Daniel Abt          | Audi Sport ABT     | 1:38.473    | +14.572  | 18      |
| 19                          | 5  | Karun Chandhok      | Mahindra Racing    | 1:41.232    | +17.331  | 19      |
| 20                          | 55 | Sakon Yamamoto      | Amlin Aguri        | senza tempo | —        | 20      |

### Gara
| Pos- | Nº | Pilota              | Team               | Giri | Tempo/Ritiro | Griglia | Punti |
| ---- | -- | ------------------- | ------------------ | ---- | ------------ | ------- | ----- |
| 1    | 2  | Sam Bird            | Virgin Racing      | 29   | 45:48.792    | 4       | 27    |
| 2    | 7  | Jérôme d'Ambrosio   | Dragon Racing      | 29   | +6.973       | 2       | 18    |
| 3    | 6  | Loïc Duval          | Dragon Racing      | 29   | +9.430       | 3       | 15    |
| 4    | 21 | Bruno Senna         | Mahindra Racing    | 29   | +10.147      | 5       | 12    |
| 5    | 9  | Sébastien Buemi     | e.dams Renault     | 29   | +10.689      | 6       | 10    |
| 6    | 11 | Lucas Di Grassi     | Audi Sport ABT     | 29   | +11.204      | 11      | 8     |
| 7    | 99 | Nelson Piquet Jr.   | NEXTEV TCR         | 29   | +11.561      | 16      | 6     |
| 8    | 77 | Salvador Durán      | Amlin Aguri        | 29   | +12.402      | 8       | 4     |
| 9    | 88 | Oliver Turvey       | NEXTEV TCR         | 29   | +14.142      | 12      | 2     |
| 10   | 8  | Nicolas Prost       | e.dams Renault     | 29   | +14.535      | 15      | 1     |
| 11   | 66 | Daniel Abt          | Audi Sport ABT     | 29   | +23.170      | 18      |       |
| 12   | 29 | Simona de Silvestro | Andretti Autosport | 29   | +24.610      | 13      |       |
| 13   | 5  | Karun Chandhok      | Mahindra Racing    | 29   | +31.501      | 19      |       |
| 14   | 18 | Alex Fontana        | Trulli             | 29   | +38.423      | 9       |       |
| 15   | 30 | Stéphane Sarrazin   | Venturi            | 29   | +48.680      | 1       | 3     |
| 16   | 27 | Jean-Éric Vergne    | Andretti Autosport | 28   | Ritiro       | 14      |       |
| Rit  | 23 | Nick Heidfeld       | Venturi            | 23   | Ritiro       | 7       |       |
| Rit  | 3  | Fabio Leimer        | Virgin Racing      | 17   | Incidente    | 17      |       |
| Rit  | 10 | Jarno Trulli        | Trulli             | 14   | Ritiro       | 10      |       |
| Rit  | 55 | Sakon Yamamoto      | Amlin Aguri        | 6    | Incidente    | 20      |       |

## Classifiche

### Piloti
|  | Pos | Pilota            | Punti |
|  | --- | ----------------- | ----- |
|  | 1   | Nelson Piquet Jr. | 138   |
|  | 2   | Sébastien Buemi   | 133   |
|  | 3   | Lucas Di Grassi   | 125   |
|  | 4   | Jérôme d'Ambrosio | 95    |
|  | 5   | Nicolas Prost     | 88    |

### Costruttori
|  | Pos | Squadra            | Punti |
|  | --- | ------------------ | ----- |
|  | 1   | e.dams Renault     | 221   |
|  | 2   | Audi Sport ABT     | 157   |
|  | 3   | NEXTEV TCR         | 144   |
|  | 4   | Dragon Racing      | 138   |
|  | 5   | Andretti Autosport | 119   |

## Altre gare
- E-Prix di Mosca 2015
- E-Prix di Pechino 2015
- E-Prix di Londra 2016